# Романівська сільська рада (Тальнівський район)
Рома́нівська сільська́ ра́да — колишня адміністративно-територіальна одиниця та орган місцевого самоврядування в Тальнівському районі Черкаської області. Адміністративний центр — село Романівка.

## Загальні відомості
- Населення ради: 1 085 осіб (станом на 2001 рік)

## Населені пункти
Сільській раді були підпорядковані населені пункти:
- с. Романівка
- с-ще Шалаське

## Склад ради
Рада складалась з 12 депутатів та голови.
- Голова ради: Поліщук Галина Михайлівна
- Секретар ради: Чубань Надія Антонівна

### Керівний склад попередніх скликань
| Прізвище, ім'я, по батькові | Основні відомості                                                 | Дата обрання | Дата звільнення |
| --------------------------- | ----------------------------------------------------------------- | ------------ | --------------- |
| Полійчук Галина Михайлівна  | Сільський голова, 1959 року народження, позапартійна              | 26.03.2006   | 31.10.2010      |
| Поліщук Галина Михайлівна   | Сільський голова, 1959 року народження, освіта вища, позапартійна | 31.10.2010   |                 |

Примітка: таблиця складена за даними сайту Верховної Ради України

### Депутати
За результатами місцевих виборів 2010 року депутатами ради стали:

#### За суб'єктами висування
| Суб'єкт висування           | Кількість обраних депутатів | %    |
| --------------------------- | --------------------------- | ---- |
| Самовисування               | 6                           | 50   |
| Комуністична партія України | 4                           | 33,3 |
| Партія регіонів             | 2                           | 16,7 |

#### За округами
| № округу                    | Прізвище, ім'я, по батькові  | Дата визнання обраним | Освіта             | Партійна приналежність            | Відомості про обраного депутата                 |
| --------------------------- | ---------------------------- | --------------------- | ------------------ | --------------------------------- | ----------------------------------------------- |
| Комуністична партія України |                              |                       |                    |                                   |                                                 |
| 2                           | Горьянов Микола Сергійович   | 02.11.2010            | середня            | член Комуністичної партії України | ТО В «Гром М», робочий                          |
| 3                           | Штурхаль Дмитро Іванович     | 02.11.2010            | середня            | позапартійний                     | Романівська сільська рада, художній керівник    |
| 7                           | Наталич Валентина Георгіївна | 02.11.2010            | середня спеціальна | позапартійна                      | фермерське господарство «ФеніксМ», робоча       |
| 8                           | Мечик Василь Олександрович   | 02.11.2010            | вища               | член Комуністичної партії України | пенсіонер                                       |
| Партія регіонів             |                              |                       |                    |                                   |                                                 |
| 1                           | Галушко Аліна Василівна      | 02.11.2010            | середня спеціальна | позапартійна                      | Територіальний центр, соц. працівник            |
| 10                          | Смакова Любов Василівна      | 02.11.2010            | середня            | член Партії регіонів              | Романівська бібліотека, бібліотекар             |
| Самовисування               |                              |                       |                    |                                   |                                                 |
| 4                           | Наталич Геннадій Васильович  | 02.11.2010            | середня            | позапартійний                     | ТОВ «Чорна Кам'янка», охоронець                 |
| 5                           | Наталич Таміла Миколаївна    | 02.11.2010            | середня            | позапартійна                      | Романівська загальноосвітня школа, техпрацівник |
| 6                           | Чубань Надія Антонівна       | 02.11.2010            | вища               | позапартійна                      | Романівська сільська рада, секретар             |
| 9                           | Бевзенко Микола Прокопович   | 02.11.2010            | вища               | позапартійний                     | ТОВ «Благодатне», директор                      |
| 11                          | Наталич Сергій Степанович    | 02.11.2010            | середня спеціальна | позапартійний                     | ТОВ «Чорна Кам'янка», механізатор               |
| 12                          | Манзенко Людмила Степанівна  | 02.11.2010            | середня спеціальна | член Партії регіонів              | приватний підприємець                           |